# Labeo seeberi
Labeo seeberi és una espècie de peix cipriniforme de la família dels ciprínids.

## Morfologia
Els mascles poden assolir els 35,5 cm de longitud total.

## Distribució geogràfica
Es troba a l'Àfrica austral.